# ロレンソ・パーラ
ロレンソ・フスティニアーノ・パーラ・ガルシア（Lorenzo Justiniano Parra Garcia、1978年8月19日 - ）は、ベネズエラスリア州マチケス出身の男性プロボクサー。元WBA世界フライ級王者。弟のハイデル・パーラは元WBAフェデラテンスーパーフェザー級王者のほか元WBAフェデラテンライト級王者。いとこのロレンソ・パーラ2世はスーパーフライ級のプロボクサー。

## 来歴
アマチュア戦績は278戦268勝10敗。
1999年3月13日に20歳でプロデビュー(3回TKO勝ち)。
2000年9月2日、エドガル・ベラスケスが持つWBAフェデボルライトフライ級王座に挑戦し12回判定勝ちを収め王座獲得に成功した。
2001年7月28日、リリオ・ジュリドと空位のWBAフェデラテンフライ級王座決定戦を行い、12回判定勝ちを収め王座獲得に成功した。
2001年12月21日、ホセ・デ・ヘスース・ロペスとWBAフェデラテンフライ級王座の初防衛戦を行い、11回レフェリーストップとなるTKO勝ちを収め初防衛に成功した。
2002年7月9日、エディソン・トーレスとWBAフェデラテンフライ級王座の2度目の防衛戦を行い、12回レフェリーストップとなるTKO勝ちを収め2度目の防衛に成功した。
2003年12月6日、初の海外試合が世界初挑戦。プエルトリコバヤモンのコリセオ・ルーベン・ロドリゲスにてWBA世界フライ級王者エリック・モレルに挑戦し、3回にモレルからダウンを奪うとそのまま優位に進め、3-0（2者が116-111、115-112）の判定勝ちで王座を獲得した。
2004年6月4日、有明コロシアムで坂田健史（協栄）と対戦し、12回2-0の判定勝ちを収め初防衛に成功。
2004年9月9日、ソウルにて元WBC世界ライトフライ級王者崔堯森（韓国）と対戦し、12回3-0の判定勝ちを収め2度目の防衛に成功した。
2005年1月3日、有明コロシアムでトラッシュ中沼（国際）と対戦し、12回3-0の判定勝ちを収め3度目の防衛に成功した。
2005年9月14日、亀田三兄弟の次男亀田大毅とスパーリングを行った。その際、大毅は体当たりや頭突きなどのラフファイトを展開。これに激怒したパーラは、大毅を一方的に打ちまくり、スパーリングでダウン寸前まで追い込んだ。
2005年9月19日、後楽園ホールで再び坂田健史と対戦し、12回2-0の判定勝ちを収め4度目の防衛に成功した。
2005年12月5日、2000年シドニーオリンピックライトフライ級部門金メダリストで元WBA世界ライトフライ級王者ブライム・アスロウム（フランス）と対戦し、2回にダウンを奪ってペースを握るとそのまま優位に進めた。1者がフルマークで13点差が付く12回3-0の判定勝ち(118-109、119-108、120-107)を収め5度目の防衛に成功した。挑戦者側のホームゲームでホームの空気を凍らせる完封劇で、フランス国内で人気が高かったアスロウム旋風が下降線をたどるきっかけの試合になった。
2006年9月26日、故障した右膝靭帯の手術を受けた。
2007年3月19日、東京・後楽園ホールで坂田健史と対戦。パーラは2005年12月5日の試合後、怪我などが原因でブランクを作っていたため、実に1年3か月ぶりの試合となった。しかし、試合前日の計量でリミット（50.8kg）を2.1kgオーバーし失格。王座を剥奪された。なお、坂田は計量をパスした為、試合はパーラが勝てば王座が空位、坂田が勝てば王座交代という条件でのタイトルマッチとして行われた。試合はパーラの棄権により坂田の3回0分14秒TKO勝ちとなったため、坂田が王座を獲得した。
この坂田戦における減量失敗での王座剥奪等、世界王者に相応しくない行動によって、WBAから「WBA認定の世界タイトルマッチに1年間試合出場停止」および「WBA世界ランキングからの除外」などの処分を受けた。
2階級飛ばしてスーパーバンタム級に転向し迎えた2008年6月7日、ベネズエラで行われたWBA世界スーパーバンタム級王者セレスティーノ・カバジェロに挑んだが、11回終了負傷棄権で敗れ、王座獲得はならなかった。ちなみに11回終了時のスコアは2-0(102-108、104-105、105-105)とわずかの差でカバジェロの優勢だった。
2008年8月30日、ベネズエラで行われた試合ではエドゥアルド・パチェコを判定で破って勝利した。
その後、1戦挟み、2010年9月18日、のちにメキシコ人史上初の5階級制覇を達成するホルヘ・アルセとメキシコシナロア州クリアカンのエスタディオ・バノルテでWBO世界スーパーバンタム級王座挑戦者決定戦で対戦したが、パーラが7回に減点されるなど両者が決め手を欠き、1-1（93-98、95-95、97-94）の三者三様の判定で引分となり、両者共に王座挑戦権獲得に失敗した。
バンタム級に転向後迎えた2011年6月17日、パナマパナマ市のアレナ・ロベルト・デュランでWBA世界バンタム級スーパー王者アンセルモ・モレノに挑戦したが、序盤から動きが悪く消息的な試合運びで、観客からブーイングや野次を浴びせられた。モレノが奮起を促すために両手を上げるなどをしたが、8回終了後、パーラが拳の負傷を理由に棄権したため、王座獲得に失敗した。試合後の会見で「全てのベネズエラ国民に謝罪したい」と話し現役引退を表明したが、自身の現役続行に未練を感じ引退を撤回した。
2012年2月18日、メキシコバハ・カリフォルニア州メヒカリのパレンケ・デル・FEXにおいて、メキシコ人史上初の5階級制覇王者でWBO世界バンタム級王者ホルヘ・アルセとWBO世界同級タイトルに挑戦するはずだったが、試合2日前になって自身の資格問題(ランキング外だったこと)が発覚し、急きょノンタイトル戦に変更してスーパーバンタム級契約10回戦を行った。試合は前回と違い終始アルセが有利に進め、3回に先制のダウンを奪われる。その後アルセの執拗なボディフックで消耗し4回に2度ダウンを奪われた。5回左アッパーからのボディストレートで倒されそのまま10カウントを聞かせられてKO負けを喫し、アルセとの再戦に完敗。再度の現役引退を表明した。
2016年8月13日、4年6ヶ月ぶりの復帰戦。故郷マチケスのコンプレシオ・デポルティボ・マリオ・ロメロでホセ・ラレアルとスーパーライト級のウェイトで対戦し8回1-1(77-75、76-78、76-76)の判定で引き分けに終わった。

## 獲得タイトル
- WBAフェデボルライトフライ級王座（防衛0=返上）
- WBAフェデラテンフライ級王座（防衛2=返上）
- WBA世界フライ級王座（防衛5=剥奪）